# Форталеса Сипакира
«Фортале́са Сипаки́ра» (исп. Fortaleza Fútbol Club) — колумбийский футбольный клуб, базирующийся в Сипакире. Клуб был основан 15 ноября 2010 года. В 2014 и 2016 годах выступала в Примере Колумбии.

## История
«Форталеза Сипакира» была основана в ноябре 2010 года, когда стало известно, что клуб «Хувентуд Соача», имевший задолженность в 900 миллионов колумбийских песо не сможет принять участие в сезоне 2011 Примеры B. 4 января 2011 года команда была зарегистрирована как участник второй по силе лиги Колумбии, заняв в первом сезоне общее 11-е место.
В 2013 году «Форталеса» сумела занять второе место в Примере B, уступив ещё одной молодой команде «Униаутонома» (основанной в 2011 году) первое место. Вице-чемпион Примеры B должен был сразиться с предпоследней командой Примеры за право сыграть в следующем сезоне в элите. «Форталеса» обыграла дома «Кукуту» 2:0, а в гостях уступила 0:1, тем самым, завоевав путёвку в Примеру по сумме двух матчей (2:1).
По итогам сезона 2014 «Форталеса» заняла последнее место в сводной таблице и вернулась во второй дивизион.